# IOS 13
O iOS 13 é a décima terceira versão principal do sistema operacional (português brasileiro) ou operativo (português europeu) móvel iOS desenvolvido pela Apple. O sucessor do iOS 12 foi anunciado na Apple Worldwide Developers Conference em 3 de junho de 2019 e lançado em 19 de setembro de 2019.
O iOS 13 e o IPadOS 13 foram introduzidos pelo diretor de engenharia de software Craig Federighi e a primeira versão beta foi disponibilizada aos produtores de software registados após a apresentação. A segunda versão beta foi lançado para desenvolvedores registados em 18 de junho de 2019 e o primeiro beta público foi lançado em 24 de junho de 2019.

## Recursos do sistema

### Privacidade
O iOS 13 altera o tratamento dos dados de localização.  Quando um aplicativo solicita acesso ao local, o usuário escolhe conceder acesso sempre que estiver usando a aplicação ou apenas uma vez.  O utilizador receberá avisos semelhantes para acessar o local em segundo plano e quando um aplicativo solicitar acesso ao Bluetooth ou Wi-Fi.
Em agosto de 2019 foi relatado que, a partir de abril de 2020, a API do PushKit para Voz sobre IP (VOIP) estará restrita ao uso de telefone pela Internet, fechando uma "brecha" usada por outros aplicativos para a coleta de dados em segundo plano.
A Apple tem um processo de login ativado por toque.   Os usuários podem compartilhar e-mails, ou melhor, compartilhar um e-mail privado de 'retransmissão' com o aplicativo.
Com o iOS 13, os utilizadores também terão a opção de remover as informações de localização antes de enviar fotos.

### Interface do utilizador
Um modo escuro em todo o sistema permite que os usuários habilitem um esquema de cores claras sobre escuras para toda a interface do usuário iOS e iPadOS, todos os aplicativos nativos e aplicativos de terceiros compatíveis.  Ele pode ser ativado ou configurado manualmente para alternar automaticamente entre os modos claro e escuro com base na hora do dia.
O iOS 13 apresenta um indicador de volume atualizado que aparece no lado esquerdo da tela e permite que o usuário ajuste o volume deslizando um dedo no indicador.  As versões anteriores têm o indicador no centro da tela.

### Siri
O Siri usa uma voz gerada por software chamada "Neural TTS", com o objetivo de soar mais natural do que as versões anteriores que usam clipes de vozes humanas.  O Siri também se tornará mais funcional e um novo controle de som estará disponível.  O aplicativo Siri Shortcuts agora está instalado por padrão.  Também usará os HomePods para aprender e reconhecer vozes de pessoas diferentes.  Também será possível ler automaticamente as mensagens recebidas em voz alta nos AirPods.

### Teclado
O teclado virtual do QuickType agora possui o QuickPath, permitindo que o usuário passe o dedo pelo teclado para concluir palavras e frases. Essa funcionalidade estava anteriormente disponível exclusivamente em aplicativos de teclado de terceiros, como SwiftKey , Xploree AI Keyboard , Adaptxt ou Gboard. Os adesivos emoji foram incluídos no teclado emoji e podem ser usados onde quer que esteja.

### Manipulação de texto
O iOS 13 e o IPadOS 13 adicionam uma nova interface de gesto em todo o sistema para cortar, copiar, colar, desfazer e refazer. Um toque de três dedos para a esquerda ou para cima será desfeito;  três dedos para a direita ou para baixo refazem. Um único toque de três dedos fará copiar, um segundo toque de três dedos fará cortar, e com um movimento de espalhar utilizando três dedos fará colar. Um toque de três dedos exibirá um menu de atalho com todas as cinco opções.
O cursor de texto azul agora pode ser movido pelos campos de texto pressionando e segurando para buscá-lo e movê-lo.  Muitas novas opções para a seleção de texto também foram adicionadas: o toque duplo numa palavra a selecionará, o toque triplo seleciona uma frase e o toque quádruplo num parágrafo seleciona-o.

### "Entrar com a Apple"
A implementação de uma nova autenticação única (Single sign-on - SSO -) chamada "Conectar com a Apple" ("Sign in with Apple") permite que os usuários criem contas com serviços de terceiros com uma quantidade mínima de informações.  Os utilizadores podem gerar um endereço de email descartável para cada site, melhorando a privacidade e o anonimato e reduzindo a quantidade de informações que podem ser associadas a um único endereço de correio eletrónico. Todos os aplicativos iOS compatíveis com métodos de login de terceiros, como Facebook e Google, devem oferecer suporte ao sistema "Entrar com a Apple"  e as diretrizes da interface humana do iOS recomendam que os desenvolvedores coloquem o "Entrar com a Apple "acima de outros métodos de login.

### Desempenho
Várias melhorias no desempenho no iOS 13 foram implementados.  O ID facial no iPhone X , XS / XS Max e iPhone XR agora desbloqueia os dispositivos até 30 por cento mais rápido do que no iOS 12. O download de aplicativos terá até 50 por cento menor devido a um novo formato, as atualizações de aplicativos serão de até 60 por cento menor e o lançamento de aplicações será duas vezes mais rápido.

### Outras alterações
A versão do iOS disponível para dispositivos iPad foi renomeada IPadOS, observando as diferenças de plataforma e funcionalidade em comparação com o iOS para iPhone e iPod touch.
O iOS 13 adiciona suporte oficial ao Sony DualShock 4 e ao controlador Microsoft Xbox One. O iOS 13 também adiciona suporte à partilha de áudio sem fios (wireless) para AirPods e determinados fones de ouvido Beats.
Um novo gesto de seleção múltipla está disponível em aplicativos suportados, como Arquivos e Correio. Vários itens, como arquivos ou e-mails, podem ser selecionados rapidamente arrastando dois dedos sobre os itens desejados.

## Recursos de aplicações

### Mensagens e Memoji
Agora, os perfis de utilizador podem ser criados e o Memoji pode ser usado como uma imagem de perfil do iMessage.  Todos os dispositivos iOS com processador A9 ou mais recente agora podem criar Memoji personalizado.  Memoji e Animoji agora podem ser usados como adesivo no iMessage e em outros aplicativos;  eles também estão disponíveis como emoji regular para uso em qualquer lugar em que o teclado emoji esteja disponível.  Há uma variedade de novas opções de personalização para o Memoji.

### Mapas
O aplicativo Mapas (Apple Maps) apresenta um interface redesenhado, com mapas mais detalhados e Look Around , uma implementação de imagens ao nível da rua semelhante ao Google Street View.